# Bo Olls

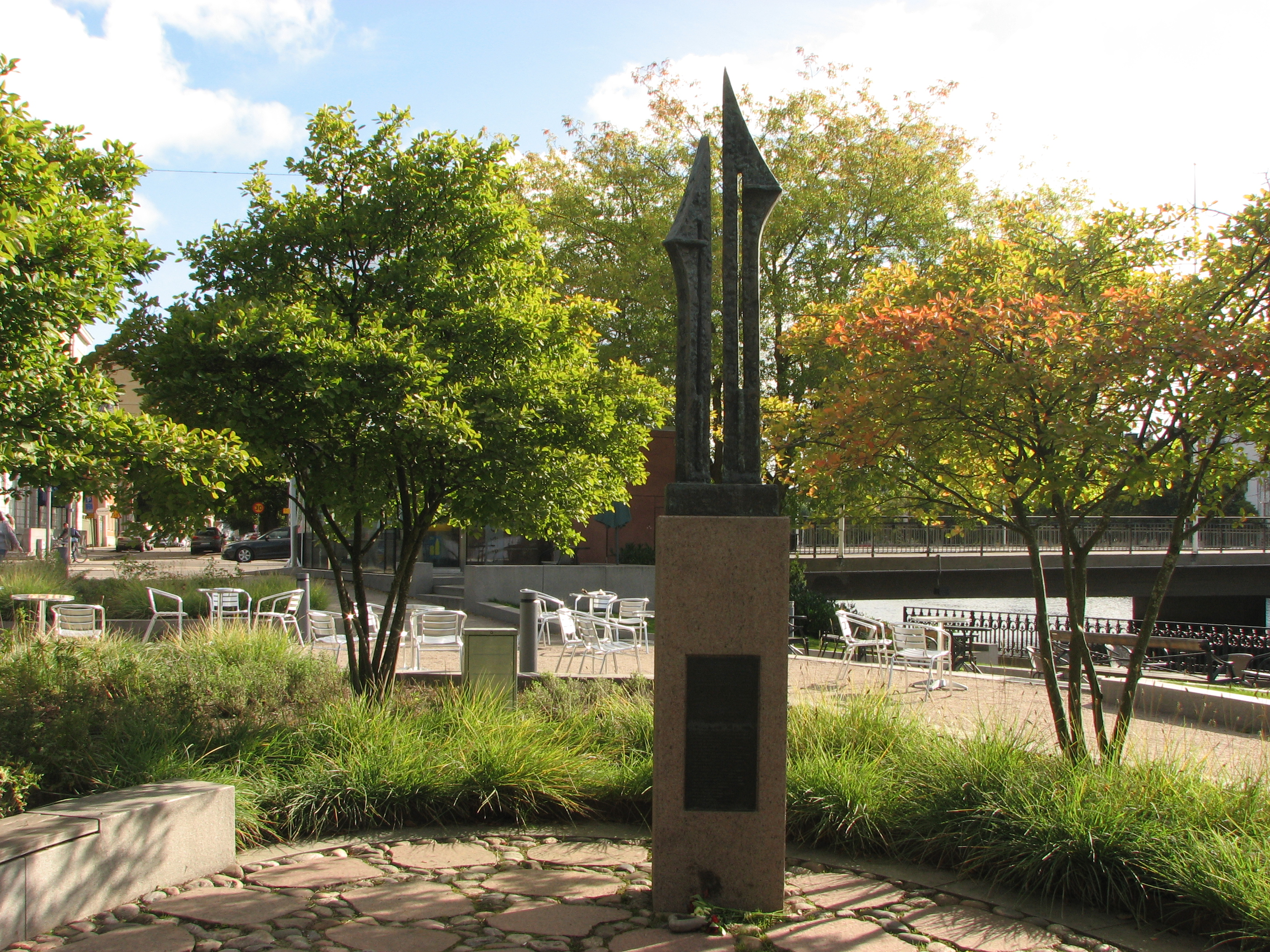
Estoniamonumemntet i parken Samarien i Norrköping

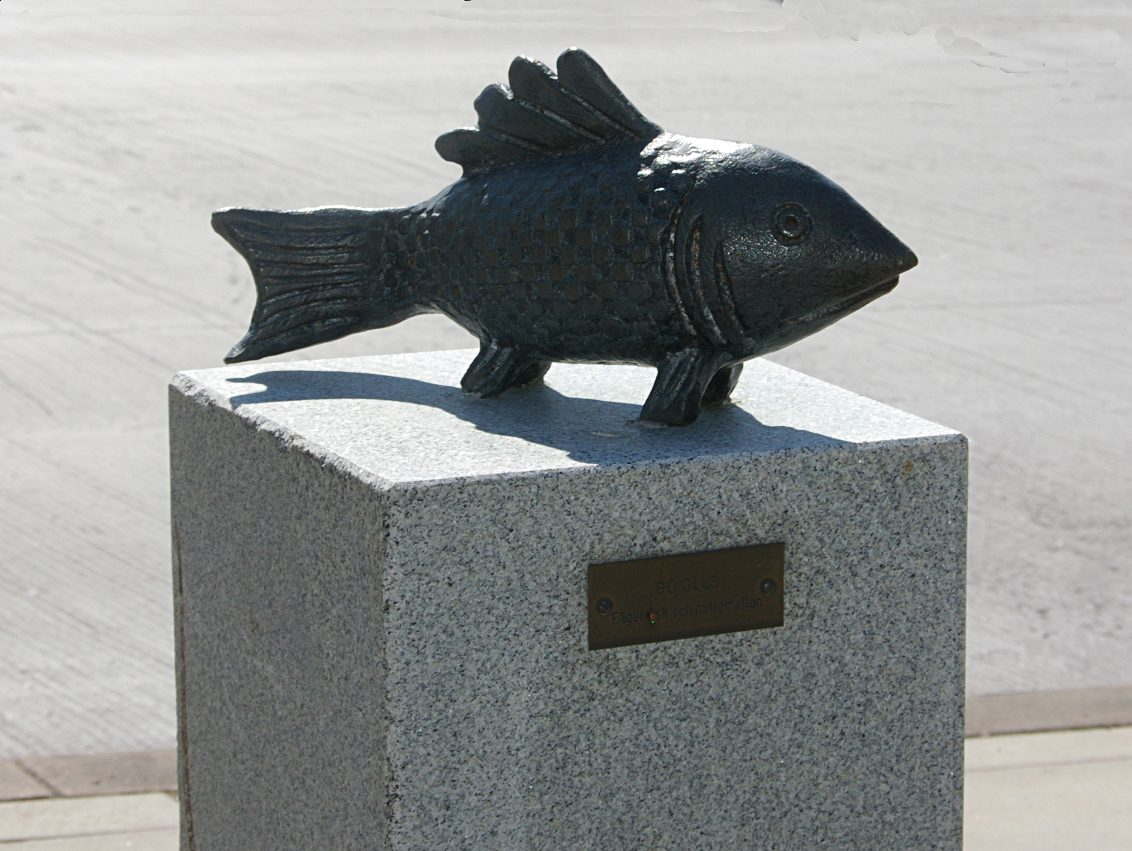
Fågel, fisk och mittemellan i Linköping

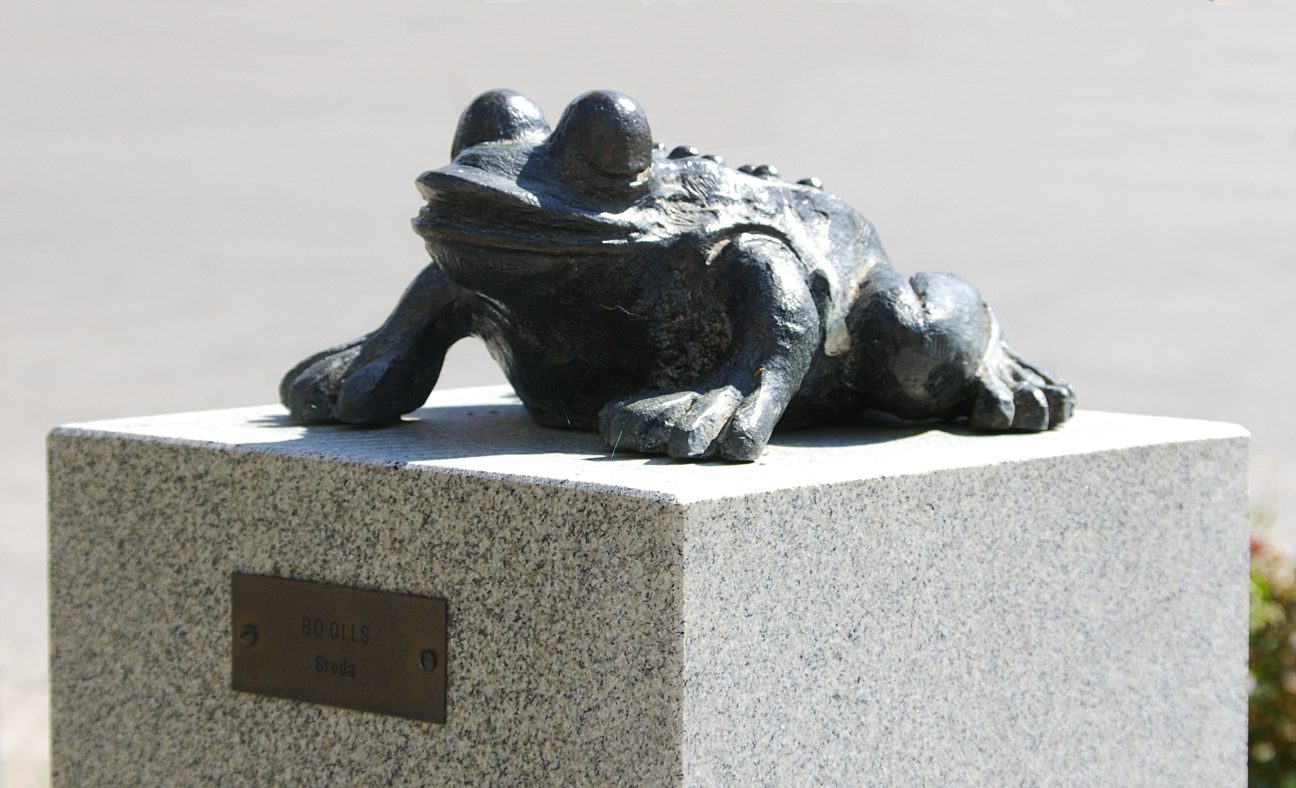
Groda i Linköping

Bo David Olls, född 15 oktober 1949 i Vikarbyn i Dalarna, är en svensk konstnär och keramiker.
Bo Olls var 1991–1992 länskonstnär i Östergötlands län och är en av initiativtagarna till Göta kanals skulpturstråk genom projektet Visioner vid vatten, vilket genomfördes 2002–2007.
År 2006 erhöll Bo Olls priset Konsthjärtat för sitt engagemang för konst i Östergötland. Han är bosatt i Norrköping.

## Offentliga verk i urval
- Målningar i Regnbågsskolan i Norrköping, 1991, tillsammans med Åke Bjurhamn (nu nedtagna)
- Norrköpings Konserthus, 1994
- Estoniamonument i Norrköping, 1995
- Länsmuseet i Linköping, 1997
- Rastplats Svartån i Mjölby, 1999
- Fågel, fisk och mittemellan, skulptur, utanför Regionsjukhuset i Linköping, 2000
- Nya Stadsbiblioteket i Linköping, 2002
- Domkyrkoparken i Linköping, 2004